# Marcel Schaffner
Marcel Schaffner (* 20. Dezember 1931 in Basel; † 5. September 2012 in Zürich) war ein Schweizer Maler und Kunstlehrer. Sein Werk umfasst Malerei, Zeichnungen, Wandmalerei, Deckenmalerei, Assemblage, Collagen, Glasfenster und Kunst am Bau.

## Leben und Werk
Marcel Schaffner besuchte an der Allgemeinen Gewerbeschule Basel von 1948 bis 1949 den Vorkurs und von 1955 bis 1957 die Malklasse. Seine Lehrer waren Martin Alfred Christ und Walter Bodmer. An der Schule befreundete er sich mit Werner von Mutzenbecher und Hans Rémond. Schaffner begann 1951 zu malen. Er erhielt als freischaffender Maler zahlreiche Stipendien. Anfänglich orientierte er sich mit abstrakten Kompositionen an den Werken von Louis Moilliet und Nicolas de Staël. 
Von 1952 bis 1956 war Marcel Schaffner Mitglied der «Gruppe Ulysses» in Basel. Zu dieser gehörten u. a. Heinz Abosch, Sandro Bocola, Theo Gerber, Konrad Hofer, Annelies Rubin, Achilles Holenstein, Ettore Guggenbühl, Marcel Iten und L. W. Waldmann.
Ab den 1960er-Jahren pflegte Schaffner den Kontakt zu Malern, die sich um Arnold Rüdlinger gruppierten. Zudem hatte er einen regen Kontakt zum Maler Hans Rudolf Schiess, der ihn in seine Kunsttheorie einführte. Auch war er mit dem Künstler Alain Simon befreundet. In dieser Zeit entstanden Werke, die vom abstrakten Expressionismus amerikanischer Künstler inspiriert waren.
Marcel Schaffner schuf von 1969 bis 1974 sogenannte Zeitkästen. Ab Mitte der 1970er-Jahre stellte er schweizweit seine Werke aus. In Gruppenausstellungen war er u. a. in Venedig, Mailand, New York und Chicago vertreten.
Schaffner unterrichtete von 1975 bis 1991 an der Allgemeinen Gewerbeschule Basel die Fächer Farbe, Aquarell und Modellzeichnen. Anfang der 1980er-Jahre widmete er sich wieder der Malerei.  
Marcel Schaffner hielt sich ab 1984 regelmässig in Horta de San Juan in Spanien auf. 1985 übersiedelte er nach Zürich, wo er bis zu seinem Tod 2012 lebte und arbeitete. Seine Werke sind in zahlreichen Sammlungen vertreten.